# Batah Barat
Batah Barat is een bestuurslaag in het regentschap Bangkalan van de provincie Oost-Java, Indonesië. Batah Barat telt 2439 inwoners (volkstelling 2010).